# Égide Maillard
Égide o Gilles Maillard (Thérouanne, segle XVI) fou un compositor picard que deixà una col·lecció titulada La Musique, contenant plusieurs chansons françaises à quatre, cinq et six parties (Lió, 1581).